# Бенда, Йиржи Антонин
Йиржи Антонин Бе́нда (чеш. Jiří Antonín Benda, нем. Georg Anton Benda; 30 июня 1722, Бенатки-над-Йизероу, Чехия — 6 ноября 1795, Бад-Костриц, Саксония) — чешский композитор периода классицизма.

## Биография
Получил начальное образование, включая основы риторики и музыки, в колледже пианистов, а затем продолжил обучение у иезуитов в городе Йичин. В 1741 году семья Бенды переехала в Берлин по личному приглашению прусского короля Фридриха II, который был большим поклонником музыкального таланта старшего брата Иржи, композитора и скрипичного виртуоза Франтишека Бенды. Таким образом 19-летний Иржи Бенда получил место второй скрипки в прусской королевской капелле.
В 1750 году Йиржи Антонин был назначен капельмейстером у герцога Тюрингии Фридриха. Некоторое время он был музыкальным руководителем гамбургского театра. В 1781 году побывал в Париже, где состоялась премьера его оперы «Ромео и Джульетта». В 1788 году покинул Германию и отправился в Вену, надеясь получить место капельмейстера немецкой оперы, которую собирался учредить Иосиф II, однако его музыка не пришлась по вкусу представителям венценосной семьи. Разочарование от этой неудачи было столь велико, что Бенда оставил музыкальное поприще, и остаток жизни провёл в путешествиях и философских размышлениях.

## Произведения
Мелодрамы «Ариадна на Наксосе», «Медея», «Пигмалион», зингшпиль «Ромео и Джульетта», опера «Xindo riconosciuto», 30 симфоний, более 100 кантат, ряд произведений для клавесина и клавира. Музыкой Бенды восхищались Вольфганг Амадей Моцарт и Фридрих Шиллер.